# Toegepaste Economische Wetenschappen
Toegepaste economie is het toepassen van economische theorie en econometrie in specifieke situaties, om praktische problemen aan te pakken. Deelgebieden zijn o.a.: arbeidseconomie, bedrijfseconomie, industriële organisatie, landbouweconomie, ontwikkelingseconomie, onderwijseconomie, gezondheidseconomie, monetaire economie, economie van de publieke sector en economische geschiedenis.

## Opvattingen over toegepaste economie
Volgens de 19e-eeuwse Britse econoom Léon Walras omvat toegepaste economie het onderzoeken van manieren om praktische doelen te bereiken, waarbij beoordeeld moet worden of de logica van de theoretische (pure) economie wel of niet relevant is voor de echte wereld.
Moderne mainstream economen beschouwen toegepaste economie echter als het minder abstract maken van de theorie door met empirisch onderzoek statistische modellen (verder) te ontwikkelen en met numerieke schattingen parameters in te vullen. Zij zijn dus niet primair gericht op het oplossen van werkelijke problemen, maar op het concreter maken van economische modellen door naar de echte economie te kijken. Deze economen gebruiken verschillende methoden, waaronder empirische schattingen met behulp van econometrische input-output-analyse en simulaties, case-studies, historische analogie en het gezonde verstand.

## De Vlaamse opleiding Toegepaste Economische Wetenschappen
Toegepaste Economische Wetenschappen (afgekort TEW) is een Vlaamse universitaire opleiding. De opleiding bestaat uit een driejarige academische bachelor waarna nog een eenjarige specifieke master behaald kan worden. Toegepaste Economische Wetenschappen is aan de volgende Vlaamse universiteiten beschikbaar: KU Leuven, Universiteit Antwerpen, Universiteit Gent, Universiteit Hasselt en Vrije Universiteit Brussel.
TEW bereidt voor op een actieve en flexibele invulling van economische taken in de financiële, industriële, handels- en dienstensectoren waarin zowel ondernemingen als social profit organisaties opereren. De toekomstige bedrijfseconomen worden opgeleid om de bedrijfsproblemen op een geïntegreerde wijze aan te pakken. In hun opleiding maken ze kennis met zowat alle functionele aspecten van het bedrijfsleven: algemene leiding, administratie, productie, commerciële functie, financiën, personeel, … De klemtoon ligt duidelijk op het reilen en zeilen binnen het bedrijf. De buitenkant van het bedrijf wordt dan op zijn beurt bestudeerd door de economische wetenschappen.
Daarenboven is TEW een academische richting, steunt op wetenschappelijk onderzoek, literatuurstudie, statistiek en de algemene intellectuele ontwikkeling van de student. Naar analogie met wetenschappen, waarbij de gediplomeerden van de toegepaste richting "ingenieurs" worden genoemd, wordt soms naar TEWers verwezen als "economische ingenieurs".
Het verschil met Handelswetenschappen of de Engelstalige variant Business Administration is dat TEW (net als Economische Wetenschappen) stoelt op economie (economics in het Engels) en handelswetenschappen stoelt op bedrijfswetenschappen (business in het Engels). Een groot verschil tussen de opleidingen zit hem in de aanpak. Bij de opbouw van een redenering start men in de opleiding TEW vanuit de theorie, terwijl Handelswetenschappers meer zoals aan de Amerikaanse business schools aan case-based reasoning gaan doen.

## Verder lezen
Over de geschiedenis van het concept Toegepaste economie:
- Backhouse, R. and Jeff Biddle (2000) ‘The concept of applied economics: a history of ambiguity and multiple meanings’, History of Applied Economics 32 (annual supplement), 2000.

## Geraadpleegde bronnen
- Dit artikel of een eerdere versie ervan is een (gedeeltelijke) vertaling van het artikel Applied_economics op de Engelstalige Wikipedia, dat onder de licentie Creative Commons Naamsvermelding/Gelijk delen valt. Zie de bewerkingsgeschiedenis aldaar.